# الضلاع (المخادر)

تعديل مصدري - تعديل

الضلاع محلة تابعة لقرية البخاري، التابعة لعزلة الوادي بمديرية المخادر إحدى مديريات محافظة إب في الجمهورية اليمنية، بلغ تعداد سكانها 50 حسب تعداد اليمن لعام 2004.